# Saiga
|  | Aquest article tracta sobre el gènere. Si cerqueu l'espècie, vegeu «Saiga d'estepa». |

Saiga és un gènere de mamífers de la família dels bòvids. Conté una única espècie vivent, la saiga d'estepa (S. tatarica) i un nombre indeterminat d'espècies extintes. Diferents autors reconeixen diferents espècies fòssils com a vàlides, mentre que d'altres han estat sinonimitzades amb l'espècie vivent.